# 南溪街道
南溪街道，是中华人民共和国四川省宜宾市南溪区下辖的一个乡镇级行政单位。

## 行政区划
南溪街道下辖以下地区：
凤翔社区、南门社区、广福社区、紫云社区、凤溪社区、金鸿社区、南山社区、青龙社区、复兴社区、金星社区、石坎村、石鹅社区、古永社区、茶花社区、莲花村、白花村、桂花村、白合村、东堂村、中山村、观斗村。